# Litsea wilsonii
Litsea wilsonii Gamble – gatunek rośliny z rodziny wawrzynowatych (Lauraceae Juss.). Występuje naturalnie w południowych Chinach – w prowincjach Kuejczou i Syczuan.

## Morfologia
PokrójZimozielone drzewo dorastające do 10 m wysokości. Gałęzie są owłosione i mają szarawą barwę.
LiścieNaprzemianległe. Mają odwrotnie jajowaty kształt. Mierzą 5,5–18 cm długości oraz 3–9 cm szerokości. Są omszone od spodu. Nasada liścia jest klinowa. Blaszka liściowa jest o ostrym wierzchołku. Ogonek liściowy dorasta do 10–35 mm długości, młode są owłosione.
KwiatySą niepozorne, jednopłciowe, zebrane po 6 w baldachy, rozwijają się w kątach pędów. Okwiat jest zbudowany z 6 listków o owalnym kształcie. Kwiaty męskie mają 9 owłosionych pręcików.
OwoceMają elipsoidalny kształt, osiągają 13 mm długości i 7–8 mm szerokości, mają czerwony kolor, później przebarwiając się na czarno-purpurowo.

## Biologia i ekologia
Roślina dwupienna. Rośnie w wiecznie zielonych lasach oraz zaroślach. Występuje na wysokości od 300 do 1800 m n.p.m. Kwitnie od sierpnia do września, natomiast owoce dojrzewają od maja do czerwca.